# Pseudoselago serrata
Pseudoselago serrata är en flenörtsväxtart som först beskrevs av Peter Jonas Bergius, och fick sitt nu gällande namn av O.M. Hilliard. Pseudoselago serrata ingår i släktet Pseudoselago och familjen flenörtsväxter. Inga underarter finns listade i Catalogue of Life.